# Experimento de Hertz

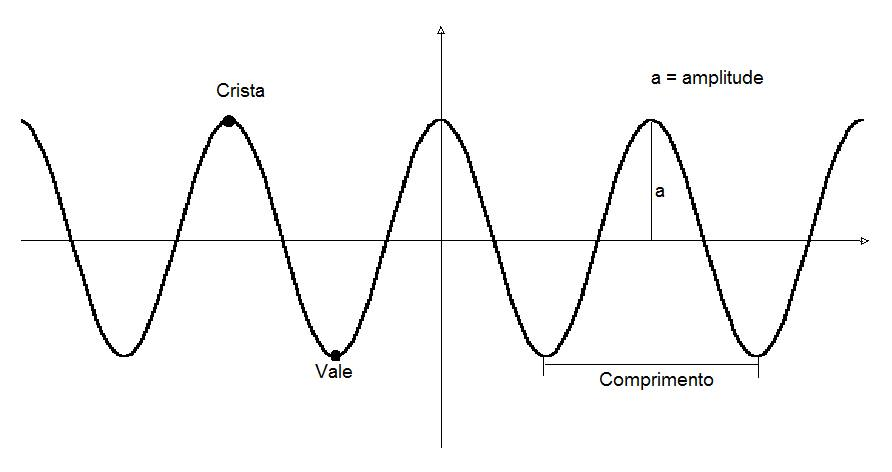
Representação de uma onda transversal

Chama-se experiência de Hertz ao experimento levado a cabo pelo físico alemão Heinrich Hertz para provar a existência das ondas eletromagnéticas previstas na teoria de Maxwell. 
Na década de 1880, diversos pesquisadores empenharam-se na procura de evidências que estabelecessem a equivalência entre luz e propagação eletromagnética. A teoria de James Clerk Maxwell (1873) predizia que perturbações eletromagnéticas geradas numa dada região deveriam propagar-se pelo espaço à velocidade da luz, exibindo também o caráter ondulatório típico da propagação luminosa.
Em 1883, Hertz tornou-se professor (lecturer) em física teórica na Universidade de Kiel e, dois anos depois, foi selecionado como professor de física teórica na Escola Politécnica de Karlsruhe. Em 1887, Hertz elaborou um conjunto de experimentos engenhosos para testar a hipótese de Maxwell. Utilizou um oscilador feito de esferas de bronze polido, cada uma delas conectadas a uma bobina e separadas por um pequeno distanciamento o qual permitia o centelhamento pelas altas tensões aplicadas. Hertz assumiu que, se as predições de Mawell estivessem corretas, ondas eletromagnéticas seriam geradas quando da ocorrência de cada centelha. A ideia básica era, uma vez que uma centelha fechasse o circuito pelo ar e entre as esferas de bronze, a carga rapidamente oscilaria e esse movimento de cargas emitiria radiação eletromagnética de comprimento de onda da ordem do tamanho dos condutores de bronze em si.  Para confirmar isso, Hertz construiu também um receptor simples que consistia numa espira aberta, na qual duas pequenas esferas também estavam separadas por uma distância pequena. O receptor foi colocado a alguns metros de distância do oscilador.
De acordo com a teoria de Maxwell, se ondas eletromagnéticas fossem geradas pelo faiscamento, elas induziriam uma corrente na espira receptora e a mesma produziria um centelhamento entre suas esferas. E foi o que ocorreu quando Hertz ligou seu oscilador, produzindo assim a primeira transmissão e recepção de ondas eletromagnéticas. Hertz também notou que superfícies condutoras refletiam as ondas e que elas podiam ser focadas por refletores côncavos. Notou também que os não condutores permitiam que a maioria das ondas os atravessassem. 
As ondas eletromagnéticas podem se propagar no vácuo. Alguns exemplos de ondas são: as ondas de rádio, de TV, celulares, internet e etc.
Uma observação interessante, Hertz verificou que o faiscamento seria mais intenso no receptor se o mesmo fosse exposto à radiação ultravioleta. Apesar de não possuir o entendimento necessário para descrever esse fenômeno, o efeito fotoelétrico, foi quem o verificou primeiramente de forma experimental. Este efeito, mais tarde, provou a existência dos quanta a partir do trabalho de Einstein em 1905.